# Међународна олимпијада из информатике
Интернационална олимпијада из информатике (ИОИ) годишње је такмичење из програмирања за ученике средњих школа. ИОИ је друга по реду највећа интернационална олимпијада, после Интернационалне олимпијаде из математике, протеклих година све више расте популарност олимпијаде, а доказ тога је да је 2014. године олимпијада угостила 84 тимова. Прва интернационална олимпијада се одржала 1989. године у Правецу, у Бугарској.
Такмичење траје два дана и такмичари током ова два дана решавају алгоритамске задатке из области инфроматике. Студенти на олипмијади се такмиче индивидуално, где је број студента сваке државе ограничен на 4. Студенти националних тимова су изабрани кроз национална такмичења, као што су на пример Аустралијска информатичка олимпијада, Британска информатичка олимпијада, Индијска информатичка олимпијада и Српска информатичка олимпијада.
Интернационална олимпијада је једна од најцењенијих олимпијада на свету из области информатике, а спонзори су јој УНЕСКО и ИФИП.

## Структура такмичења
Сваког дана, такмичарима је задато три проблема која треба да реше за 5 сати. Сваки студент ради самостално, само са рачунаром, папиром и оловком, ништа друго није дозвољено, поготово не комуникација између студената, литературе и слично. Да би такмичар завршио задатак потребно је да напише компјутерски програм (у C, C++, Паскалу, или у Јави) и пријави то решење пре него што време истекне. Начин оцењивања решења је пролажење кроз све тестове које су организатори спремили. Од 2010. године, сваки задатак је подељен на под-задатке и бодови су додељени уколико решење испоручи тачан одговор на сваком од понуђених под-задатака. Постоје типови задатака где је у сваком задатку задат улазни податак као и излазни, што омогућава такмичару лакши рад са тим задатком и боље разумевање. За овакав тип задатака такмичар мора да постави излазну датотеку уместо изворног кода, и онда је на њима да ли ће излазе писати ручно или омогућити програму да то уради уместо њих.
ИОИ 2010. године је по први пут имао уживо табелу такмичара и њихових резултата након пријаве решења што је омогућило публици да лакше прати резултат. Приступ одговарајућем проблему је оцењен након што такмичар пријави своје решење, и резултат је након тога постављен на табели или на рачунару такмичара. Такмичари знају свој резултат током такмичења, али не и туђи.
Резултати такмичења и сви проблеми су сабрани одвојено за сваког такмичара. На додели награда, такмичарима је додељена награда на основу њиховог успеха на такмичењу. Првих 50% такмичара добијају медаљу, које су подељене на злато, сребро и бронзу.
Насупрот осталим олимпијадама, ИОИ забрањује рангирање по државама. Због ИОИ 2010. године, студенти који нису освојили медаљу нису имали објављен свој резултат на сајту, где би било немогуће рангирати државу на основу студената који су освојили медаљу. Од ИОИ 2010. године иако студенти који нису освојили медаљу немају резултат на сајту, њихов систем стоји још увек у табели која је коришћена за време такмичења која је служила да прикаже резултате гледаоцима.
Председник ИОИ, Ричард Форстер, рекао је да такмичење има проблема да привуче женску популацију што је стварно и проблем до дан данас.

## Листа ИОИ веб-сајтова и локација одржавања
| Број | Година | Датум         | Домаћин (држава)            | Домаћин (град)        | Веб-сајт                                             | Резултат                                              |
| ---- | ------ | ------------- | --------------------------- | --------------------- | ---------------------------------------------------- | ----------------------------------------------------- |
| 1    | 1989   | 16. мај       | Бугарска                    | Правец                |                                                      | резултат                                              |
| 2    | 1990   | 15. јул       | Белорусија, Совјетски Савез | Минск                 |                                                      | резултат                                              |
| 3    | 1991   | 19. мај       | Грчка                       | Атина                 |                                                      | резултат                                              |
| 4    | 1992   | 11. јул       | Немачка                     | Бон                   |                                                      | резултат                                              |
| 5    | 1993   | 16. октобар   | Аргентина                   | Мендоза               | веб-сајт                                             | резултат                                              |
| 6    | 1994   | 3. јул        | Шведска                     | Ханинг                |                                                      | резултат                                              |
| 7    | 1995   | 26. јун       | Холандија                   | Ајндховен             | веб-сајт                                             | резултат                                              |
| 8    | 1996   | 26. јул       | Мађарска                    | Веспрем               | веб-сајт                                             | резултат                                              |
| 9    | 1997   | 30. новембар  | Јужна Африка                | Кејптаун              |                                                      | резултат                                              |
| 10   | 1998   | 5. септембар  | Португал                    | Сетубал               |                                                      | резултат                                              |
| 11   | 1999   | 9. октобар    | Турска                      | Анталија и Белек      | веб-сајт                                             | резултат                                              |
| 12   | 2000   | 30. септембар | Кина                        | Пекинг                |                                                      | резултат                                              |
| 13   | 2001   | 14. јул       | Финска                      | Тампере               | веб-сајт                                             | резултат                                              |
| 14   | 2002   | 18. август    | Кореја                      | Јогн-Ин               | веб-сајт Архивирано на веб-сајту (23. јануар 2009)   | резултат                                              |
| 15   | 2003   | 16. август    | САД                         | Кеноша, Висконсин     | веб-сајт                                             | резултат                                              |
| 16   | 2004   | 11. септембар | Грчка                       | Атина                 | веб-сајт                                             | резултат                                              |
| 17   | 2005   | 18. август    | Пољска                      | Нови Сонч             | веб-сајт                                             | резултат                                              |
| 18   | 2006   | 13. август    | Мексико                     | Мерида                | веб-сајт                                             | резултат                                              |
| 19   | 2007   | 15. август    | Хрватска                    | Загреб                | веб-сајт                                             | резултат                                              |
| 20   | 2008   | 16. август    | Египат                      | Каиро                 | веб-сајт Архивирано на веб-сајту (23. новембар 2007) | резултат                                              |
| 21   | 2009   | 8. август     | Бугарска                    | Пловдив               | веб-сајт                                             | резултат                                              |
| 22   | 2010   | 14. август    | Канада                      | Ватерло               | веб-сајт                                             | резултат                                              |
| 23   | 2011   | 22. јул       | Тајланд                     | Патаја                | веб-сајт                                             | резултат                                              |
| 24   | 2012   | 23. септембар | Италија                     | Сирмионе и Монтикјари | веб-сајт Архивирано на веб-сајту (14. октобар 2012)  | резултат                                              |
| 25   | 2013   | 6. јул        | Аустралија                  | Бризбејн              | веб-сајт                                             | резултат                                              |
| 26   | 2014   | 13. јул       | Тајван                      | Тајпеј                | веб-сајт                                             | резултат                                              |
| 27   | 2015   | 26. јул       | Казахстан                   | Алмати                | веб-сајт                                             | резултат                                              |
| 28   | 2016   | 12. август    | Русија                      | Казан                 | веб-сајт                                             | резултат Архивирано на веб-сајту (10. септембар 2024) |
| 29   | 2017   | 28. јул       | Иран                        | Техеран               | веб-сајт                                             | резултат Архивирано на веб-сајту (9. септембар 2024)  |
| 30   | 2018   | 1. септембар  | Јапан                       | Цукуба                | веб-сајт                                             | резултат Архивирано на веб-сајту (2. септембар 2024)  |
| 31   | 2019   | 4. август     | Азербејџан                  | Баку                  | веб-сајт                                             | резултат Архивирано на веб-сајту (22. новембар 2024)  |
| 32   | 2020   | 13. септембар | Сингапур                    | онлајн                | веб-сајт                                             | резултат Архивирано на веб-сајту (9. децембар 2024)   |
| 33   | 2021   | 19. јун       | Сингапур                    | онлајн                | веб-сајт                                             | резултат Архивирано на веб-сајту (14. септембар 2024) |
| 34   | 2022   | 7. август     | Индонезија                  | Јогјакарта            | веб-сајт                                             | резултат Архивирано на веб-сајту (6. септембар 2024)  |
| 35   | 2023   | 28. август    | Мађарска                    | Сегедин               | веб-сајт                                             | резултат Архивирано на веб-сајту (8. септембар 2024)  |
| 36   | 2024   | 1. септембар  | Египат                      | Александрија          | веб-сајт                                             | резултат Архивирано на веб-сајту (26. септембар 2024) |
| 37   | 2025   | 27. јул       | Боливија                    | Сукре                 | веб-сајт                                             |                                                       |
| 38   | 2026   | 9. август     | Узбекистан                  | Ташкент               | веб-сајт                                             |                                                       |
| 39   | 2027   |               | Немачка                     | Потсдам               |                                                      |                                                       |

## Вишегодишњи победници
Следи листа најбољих такмичара у историји Интернационалне информатичке олимпијаде. Знак * означава перфектан резултат, веома ретка ствар на ИОИ такмичењима. Прво (I), друго (II) и треће(III) место међу такмичарима са златном медаљом.
| Име                 | Тим                                              | Година      | Година       | Година      | Година     | Година | Година | Година |
| ------------------- | ------------------------------------------------ | ----------- | ------------ | ----------- | ---------- | ------ | ------ | ------ |
| Генади Корокевич    | Белорусија                                       | З (II) 2012 | З* (I) 2011  | З (I) 2010  | З (I) 2009 | З 2008 | З 2007 | С 2006 |
| Филип Волски        | Пољска                                           | З (I) 2006  | З 2005       | З 2004      | З 2003     |        |        |        |
| Даријус Бухаи       | Румунија                                         | З 2015      | З 2014       | З 2013      | З 2012     |        |        |        |
| Румен Кристов       | Букгарска                                        | З 2012      | З 2011       | З (II) 2010 | С 2009     | С 2008 |        |        |
| Мартин Питај        | Естонија                                         | З 2002      | З 2001       | З 2000      | З 1999     |        |        |        |
| Андреј Гасиенка     | Пољска                                           | З 1999      | З 1998       | З 1997      | З 1996     |        |        |        |
| Едвард Батмендијин  | Словачка                                         | З 2015      | З 2013       | З 2012      | С 2014     |        |        |        |
| Владимир Мартинов   | Русија                                           | З 1999      | З* (I) 1998  | З (I) 1997  |            |        |        |        |
| Скот Ву             | САД                                              | З* (I) 2014 | З 2013       | З 2012      |            |        |        |        |
| Мартин Мареш        | Чешка Република                                  | З 1995      | З 1994       | З 1993      |            |        |        |        |
| Џон Пардон          | САД                                              | З 2007      | З 2006       | З 2005      |            |        |        |        |
| Марцин Андријовић   | Пољска                                           | З 2008      | З 2007       | З 2006      |            |        |        |        |
| Нил Ву              | САД                                              | З 2010      | З 2009       | З 2008      |            |        |        |        |
| Шого Мурај          | Јапан                                            | З 2012      | З 2011       | З 2010      |            |        |        |        |
| Алекс Швендер       | САД                                              | З 2005      | З 2003       | З 2004      | З 2002     |        |        |        |
| Волфганг Талер      | Аустрија                                         | З 1997      | З 1996       | З 1999      | З 1998     |        |        |        |
| Брус Мери           | Јужна Африка                                     | З 2001      | З 2000       | С 1999      | Б 1998     | Б 1997 | Б 1996 |        |
| Горан Жућић         | Хрватска                                         | З 2008      | З 2007       | З 2009      | Б 2006     |        |        |        |
| Александров Гаврила | Румунија                                         | З 2013      | З 2012       | С 2011      | Б 2010     |        |        |        |
| Виктор Баргачев     | Русија                                           | З (I) 1995  | З (I) 1994   | С 1993      |            |        |        |        |
| Џони Хо             | САД                                              | З* (I) 2012 | З 2011       | С 2013      |            |        |        |        |
| Михај Патрашчу      | Румунија                                         | З (II) 2001 | З 2000       | С 1999      |            |        |        |        |
| Роман Пастуоков     | Русија                                           | З 2000      | З (II) 1999  | С 2001      |            |        |        |        |
| Питр Зиеленски      | Пољска                                           | З 1997      | З (III) 1996 | С 1995      |            |        |        |        |
| Фредрик Хус         | Шведска                                          | З 1993      | З 1992       | С 1991      |            |        |        |        |
| Мирослав Дудик      | Словачка                                         | З 1997      | З' 1996      | С 1995      |            |        |        |        |
| Ричард Краловић     | Словачка                                         | З 1999      | З 1998       | С 1997      |            |        |        |        |
| Томас Чајка         | Пољска (1998, 2000), Уједињено Краљевство (1999) | З 2000      | З 1999       | С 1998      |            |        |        |        |
| Питр Митричев       | Русија                                           | З 2002      | З 2000       | С 2001      |            |        |        |        |
| Лука Калиновчић     | Хрватска                                         | З 2004      | З 2003       | С 2002      |            |        |        |        |
| Ротислав Руменов    | Бугарска                                         | З 2007      | З 2006       | С 2005      |            |        |        |        |
| Ричард мек Кутен    | САД                                              | З 2007      | З 2005       | С 2006      |            |        |        |        |
| Владислав Епифанов  | Русија                                           | З 2008      | З 2007       | З 2009      |            |        |        |        |
| Космин Џорџ         | Румунија                                         | З 2009      | З 2008       | С 2007      |            |        |        |        |
| Пасин Манурангзи    | Тајланд                                          | З 2011      | З 2010       | С 2009      |            |        |        |        |
| Вењу Чао            | САД                                              | З 2011      | З 2010       | С 2009      |            |        |        |        |